# Droopy, Master Detective
Droopy, Master Detective fue una serie de televisión estadounidense de dibujos animados producido por Hanna-Barbera en asociación con Turner Entertainment. Es un spin-off de Los pequeños Tom y Jerry, que emitió 13 episodios (39 segmentos) entre 11 de septiembre y el 4 de diciembre de 1993.

## Premisa
Droopy, Master Detective es una parodia de películas de detectives y programas policiales, que presenta a Droopy y su hijo, Dripple, como detectives en las malas calles de una gran ciudad. Los episodios de siete minutos recién realizados se mezclaron con nuevos dibujos animados de siete minutos con los personajes de Tom y Jerry Kids. El resto del programa de media hora lo ocupó principalmente Screwy Squirrel, otra creación de Tex Avery de la década de 1940.
En estas nuevas caricaturas, Screwy hizo su hogar en un parque público, haciéndole la vida imposible al impulsivo asistente del parque Dweeble y su perro Rumpley, ambos enemigos más bien típicos de la comedia de Hanna-Barbera que personajes inspirados en Tex Avery. También incluía dos personajes más del programa anterior: Wild Mouse y Lightning Bolt the Super Squirrel.